# Base aérienne 101 Toulouse
Pour les articles homonymes, voir Francazal et Base aérienne 101 Niamey.
La base aérienne 101 Toulouse  est une base de l'Armée de l'air et de l'espace française située en Haute-Garonne à Toulouse. 
Ouverte en 1934 à l'occasion de la création de l'Armée de l'air, elle a accueilli en son sein de nombreuses unités. Initialement baptisée en l'honneur du général Lionel de Marmier, c'était une base emblématique du transport aérien militaire et de l'instruction des navigant jusqu'à sa fermeture en 2009.
Lors de la réforme de la carte militaire, menée dans le cadre de la Révision générale des politiques publiques lancée en 2008, l’armée de l’Air et de l’Espace a dû fermer une dizaine de bases aériennes, dont celle de Toulouse-Francazal. Toutefois le site n’a pas perdu sa vocation militaire puisqu’il abrite le Pôle national des opérations aéroportées de la 11e brigade parachutiste. 
En 2024, il est décidé de faire renaître la BA 101 sous la forme d’une base aérienne à vocation spatiale. La BA 101 est recréée le 2 juillet 2025, baptisée « Général Robert Aubinière », et devient la première base aérienne française à vocation spatiale.  

## Historique

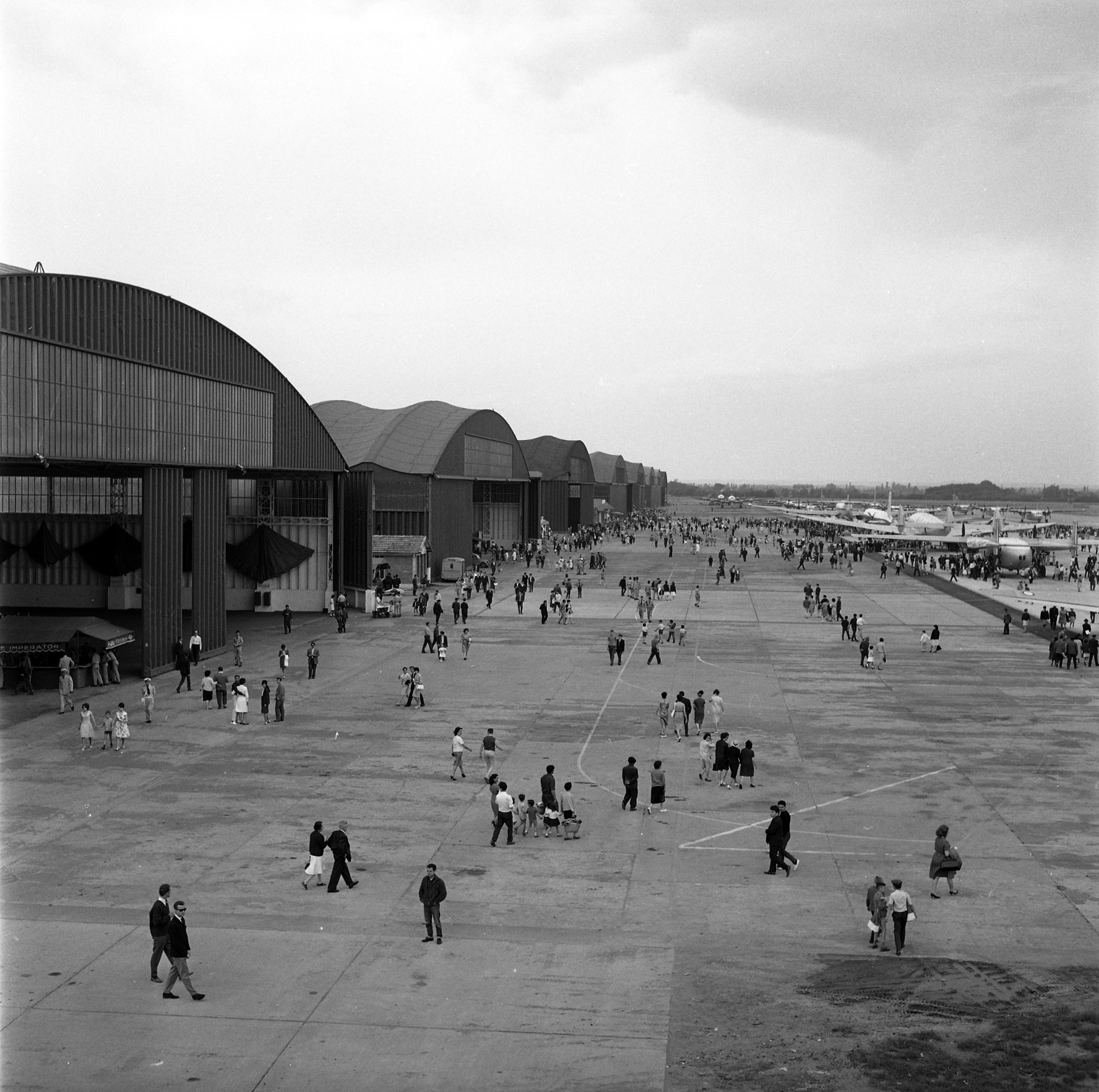
BA 101 le 9 juin 1963 lors d'une journée portes ouvertes

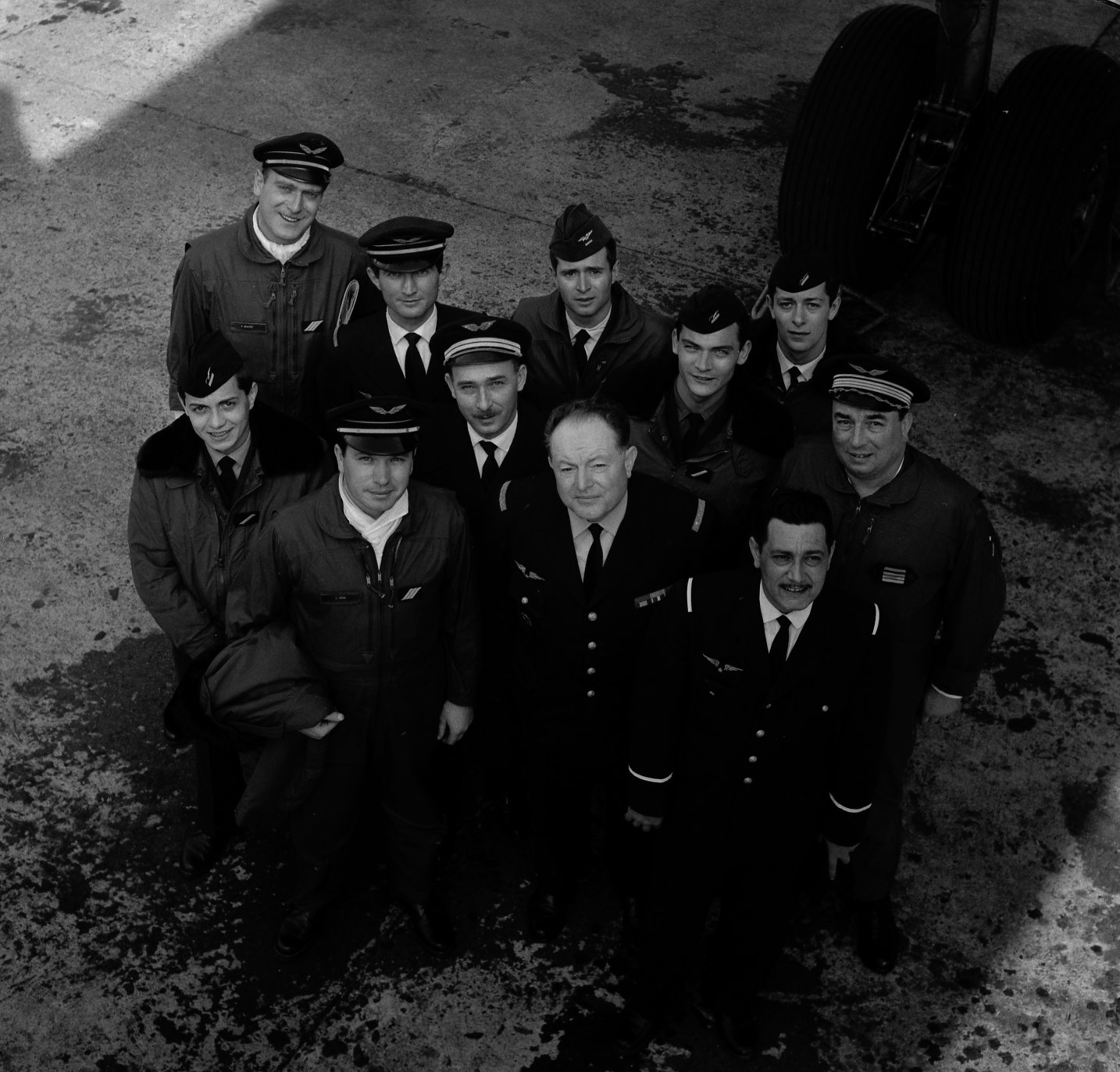
Officiers de l'Escadron Aérien de Recherche et de Sauvetages n°99, en 1964 (au centre - tête nue - le lieutenant-colonel Henri Monsarrat - commandant la base)

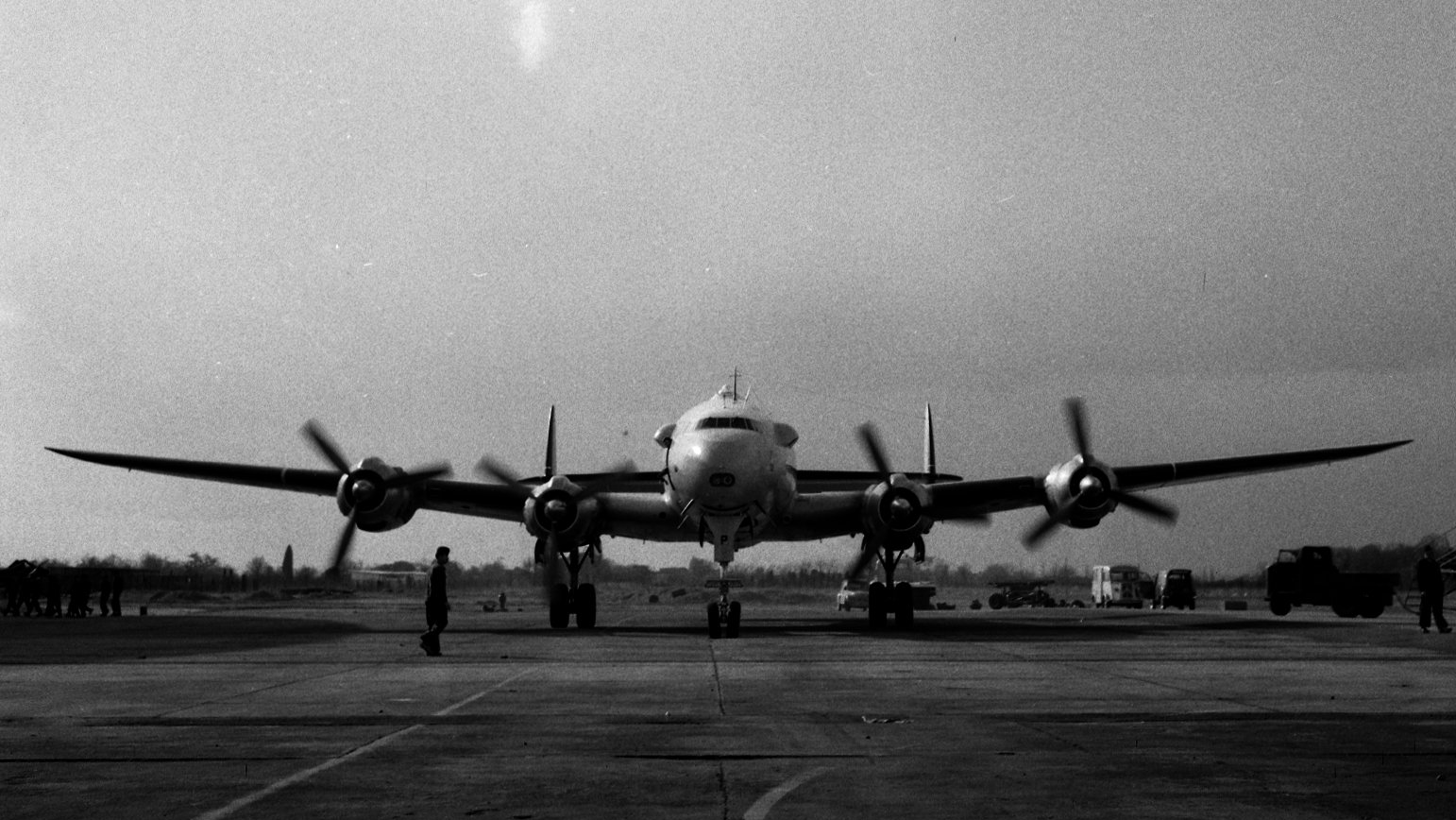
Un Lockheed Constellation sur le parking de Francazal, en 1964

### 1934-2009: développement de la BA 101
L'aéroport civil est inauguré en 1923. La BA 101 est officiellement créée en 1934, à l'occasion de la création de l'Armée de l'air.
Emile Dewoitine y installe des ateliers.
Du 25 juin 1940 au 11 août 1940, le groupe II/51 y reste en stationnement avec interdiction de vols.
En février 1962, l'Escadron Aérien de Recherche et de Sauvetages N°99(EARS 99 ou SAR : Section Aérienne de Recherche) s'y installe après le rapatriement des unités aériennes, à la fin de la guerre d'Algérie, jusqu'à sa dissolution en 1969. Cette unité aérienne spécialisée avait été créée à Alger, en 1947.
En 1946, venant de Valence, s'installe à Francazal le Centre d'instruction des équipages de transport, le CIET.
Le 9 juin 1963 est organisé un meeting aérien ouvert au public toulousain dans le cadre d'une journée portes ouvertes.
Unités stationnées en 2008.
Unités navigantes et techniques :
- Centre d'instruction des équipages de transport (CIET 00.340)
- Escadron du soutien technique spécialisé 2E.340
- Équipe technique et d’instruction spécialisée (EETIS 63.560)
- Multinational Entry Into Service Team A400M 01.338

Unités non navigantes :
- Escadron de protection 42.101

## Dissolution en 2009
Dans le cadre de la réforme de la carte militaire annoncée en juillet 2008, la BA 101 est dissoute le 1er septembre 2009 pour devenir jusqu'à fin août 2010 le Détachement air 101.

### Nouveaux projets

Le 3 janvier 2011, l'aérodrome est ouvert à la circulation aérienne publique qui accueille l'aviation d'affaires, le Service des Avions Français Instrumentés pour la Recherche en Environnement (SAFIRE) depuis 2005, le constructeur ATR Aircraft depuis 2016 et Aura Aéro, un constructeur aéronautique depuis 2018.
En 2017, l'aboutissement d'un long projet mené par l'Armée de terre est annoncé : la création d'un « Pôle national des opérations aéroportées ». Ce pôle doit voir le jour à la base de Toulouse-Francazal avec la construction de cinq bâtiments visant à préparer les départs en urgence des parachutistes jusqu'à 6 000 km au-delà de cette base. Le site est sélectionné car faisant partie d'une région où un contingent très important de paras réside (8 500 pros + 1 500 réservistes). Eiffage est sélectionné pour réaliser ce projet d'un montant global de 10 millions d'euros.
Le 24 janvier 2017, la société américaine Hyperloop annonce la création sur le site d'un centre de recherche pour son train ultra-rapide. Les autorités locales facilitent l'implantation de l'entreprise afin de recycler le site de la base militaire ; trois années plus tard, le projet bat de l'aile, Hyperloop ne donnant plus de nouvelles.
En 2022, les interrogations se confirment au sujet de la viabilité du projet d'Hyperloop, faute d'avancées concrètes.
En 2023, le bail accordé par la métropole toulousaine à Hyperloop est résilié, ce qui met fin à la promesse faite par Hyperloop TT d'investir 40 millions d'euros. Au total, la métropole toulousaine a perdu plus de 5,5 millions d'euros dans ce projet qui n'a jamais vu le jour.

## La nouvelle BA 101

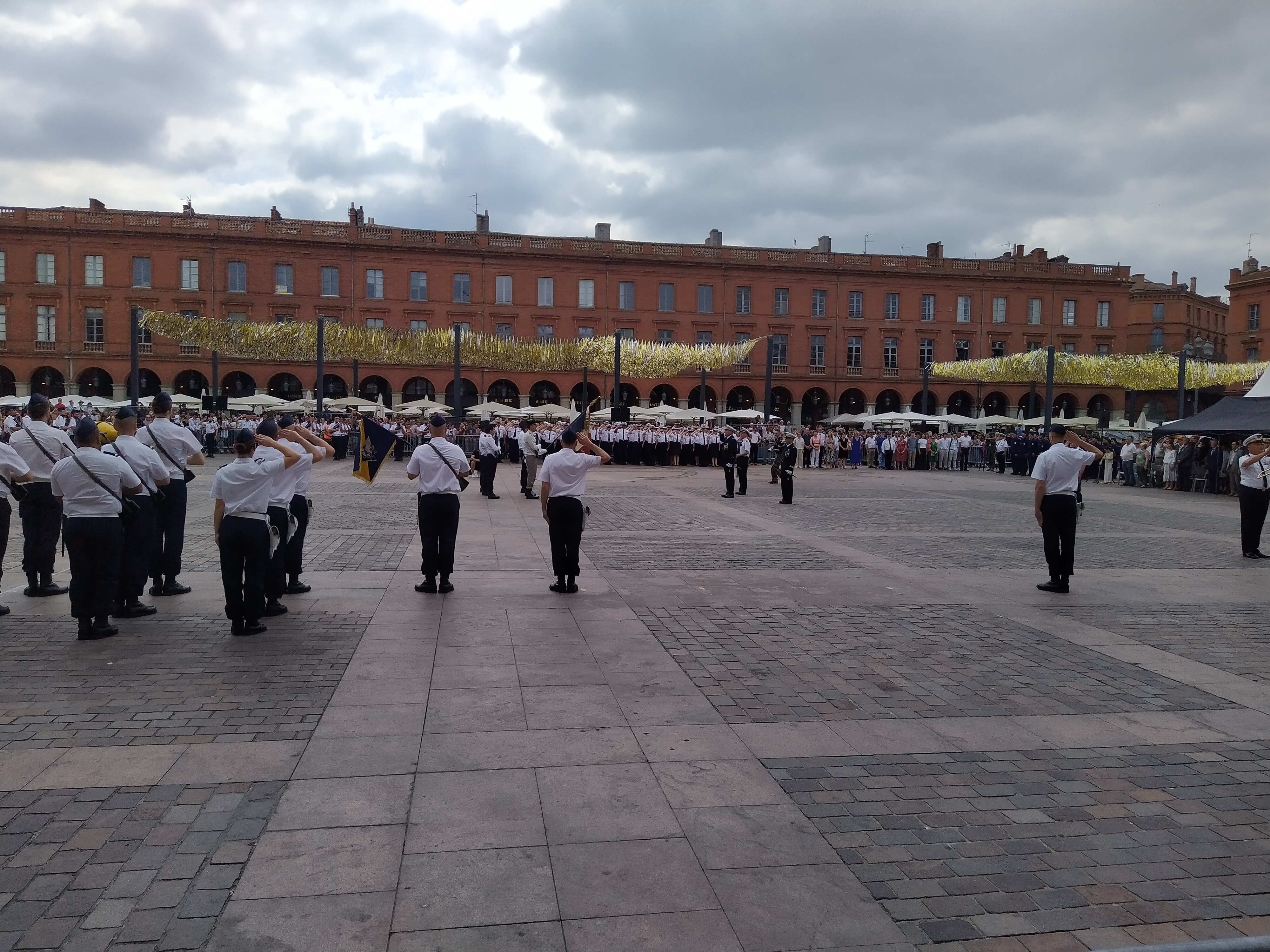
Cérémonie de création de la Base aérienne à vocation spatiale 101 de Toulouse le 2 juillet 2025, place du capitole.

Dans le cadre de la stratégie spatiale de défense dévoilée en 2019, il est décidé d’installer le Commandement de l'espace, sous l’égide de l’armée de l’Air et de l’Espace à Toulouse.
La nouvelle base aérienne 101, située dans le quartier de Lespinet, est inaugurée le 2 juillet 2025. Elle est baptisée en l'honneur du général Robert Aubinière. 
La BA 101 est la première base à vocation spatiale de France.
La BAVS 101 réunit neuf unités relevant du Commandement de l’Espace :
- le Centre de commandement et de contrôle des opérations spatiales ;
- le Centre opérationnel de surveillance militaire des objets spatiaux ;
- l’Escadron de conduite des actions spatiales ;
- le Centre de renseignement d’intérêt spatial ;
- le Centre de formation aux opérations spatiales militaires ;
- l’Escadron de soutien aux opérations spatiales ;
- le Laboratoire d’innovation spatial des armées ;
- l’Équipe de marque des programmes spatiaux.

La base comptera environ 500 personnels à l'horizon 2030.